# Phoenix (Illinois)
Phoenix è un comune degli Stati Uniti d'America, situato nell'Illinois, nella contea di Cook. La località fa parte dell'area metropolitana di Chicago e in particolare si trova nella zona a sud della metropoli.